# كريستينا فون براون
كريستينا فون براون (بالألمانية: Christina von Braun )‏ (و. 1944  م) هي مؤرخة الدين، وأستاذة جامعية ألمانية، ولدت في روما.

## جوائز
حصلت على جوائز منها:
- Sigmund Freud Culture Prize  [لغات أخرى]‏ (2013).[2]

## وصلات خارجية
- كريستينا فون براون على موقع IMDb (الإنجليزية)
- كريستينا فون براون على موقع مونزينجر (الألمانية)
- كريستينا فون براون على موقع ديسكوغز (الإنجليزية)
- كريستينا فون براون في قاعدة بيانات الأفلام على الإنترنت